# Jerum

Jerum är ett studentbostadshus i stadsdelen Gärdet i Stockholm. 
Studentbostäderna består av tre sammanlänkade åttavåningshus samt ett mindre tvåvåningshus med större lägenheter. Bostäderna ritades av arkitektkontoret Klemming & Thelaus och uppfördes mellan 1959 och 1961 av Stiftelsen Stockholms Studentbostäder. Majoriteten av hyresgästerna bor i klassiska studentkorridorer med gemensamt kök och kombinerat mat- och vardagsrum. Här finns dock även flera ettor och tvåor samt enstaka större lägenheter. I källarplanet finns även gym och bordtennisrum.